# Gefechte bei Rauge
1. Phase: Schwedische Dominanz (1700–1709)
Dänischer Kriegsschauplatz (1700)
Humlebæk • Tönning I 
Livländ./ Estnischer Kriegsschauplatz (1700–1708)
Riga I • Jungfernhof • Varja • Pühhajoggi • Narva • Petschora • Düna • Rauge • Erastfer • Hummelshof • Embach • Tartu • Narva II • Wesenberg I • Wesenberg II
Ingermanländ./ Finnischer Kriegsschauplatz (ab 1701)
Archangelsk • Ladogasee • Nöteborg • Nyenschanz • Newa • Systerbäck • Petersburg • Wyborg I • Porvoo • Newa II • Koporje II • Kolkanpää
Litauisch-weißrussischer Kriegsschauplatz (1702–1706)
Vilnius • Saladen • Jakobstadt • Gemauerthof • Mitau • Grodno I • Olkieniki • Njaswisch • Klezk • Ljachawitschy
Polnischer Kriegsschauplatz (1702–1706)
Klissow • Pułtusk • Thorn • Lemberg • Warschau • Posen • Punitz • Tillendorf • Rakowitz • Praga • Fraustadt • Kalisch 
Russischer Kriegsschauplatz (1708–1709)
Grodno II • Golowtschin • Moljatitschi • Rajowka • Lesnaja • Desna • Baturyn • Koniecpol • Weprik • Opischnja • Krasnokutsk • Sokolki • Poltawa I • Poltawa II
2. Phase: Schweden in der Defensive (1710–1721)
Baltischer und Finnischer Kriegsschauplatz (bis 1714)
Riga II • Wyborg II • Pernau • Kexholm • Reval • Hogland • Pälkäne • Storkyro • Nyslott • Hanko 
Schwed./Norwegischer Kriegsschauplatz (1710–1721)
Helsingborg • Køge-Bucht • Bottnischer Meerbusen • Frederikshald I • Dynekilen-Fjord • Göteborg I • Strömstad • Trondheim • Frederikshald II • Marstrand • Ösel • Göteborg II • Södra Stäket • Grönham • Sundsvall
Norddeutscher Kriegsschauplatz (1711–1716)
Elbing • Wismar I • Lübow • Stralsund I • Greifswalder Bodden I • Stade • Rügen • Gadebusch • Altona • Tönning II • Stettin • Fehmarn • Wismar II • Stralsund II • Jasmund • Peenemünde • Greifswalder Bodden II • Stresow 
Die Gefechte bei Rauge umfassen drei kleinere, lokale Auseinandersetzungen zwischen der schwedischen Armee und der russischen Armee im Großen Nordischen Krieg. Die drei Gefechte fanden in Rappin (Räpina), Neu-Casseritz (auch: Kasaritz, heute: Vastse Kasaritsa) und Rauge (Rõuge) statt. Die drei Gefechte fanden am selben Tag statt, dem 15. September 1701 und endeten mit einem Sieg der Schweden.

## Vorgeschichte
| \| Gefechte bei Rauge \| |
| Lage des Schlachtfeldes  |
| Gefechte bei Rauge       |

1701 wurde die schwedische Hauptarmee unter Kommando von Karl XII. auf den polnischen Kriegsschauplatz konzentriert. In Livland blieb nur eine kleine Besatzungstruppe unter dem Befehl von Schlippenbach.
Unterdessen wurde die russische Armee nach der Niederlage in Narva Ende 1700 neu aufgebaut. Im Jahresverlauf von 1701 begannen Truppen von Scheremetew mit kleineren Überfällen auf Schwedisch-Livland. Am 3. September 1701 erfolgte ein Einmarsch in Livland mit drei Armeen. Das russische Heer wurde von Feldmarschall Boris Petrowitsch Scheremetew geführt. Die größte der drei Armeen stand unter dem Kommando von Boris Scheremetews Sohn, Major-General Michail Borissowitsch Scheremetew. Ihm unterstanden etwa 11.000 Mann, davon 2400 Dragoner, des Weiteren 4200 Mann Linieninfanterie und 4000 Kosaken, Tataren sowie Kalmücken. Die zweite Armee stand unter dem Kommando von Major Sawwa Wassiljewitsch Aigustowa. Sie umfasste zum Großteil Linieninfanterie, etwa 5200 Mann. Die dritte Armee stand unter dem Kommando von Jakow Nikititsch Rimski-Korsakow. Sie bestand aus 350 Husaren, etwa 400 Speerträgern, 2250 Infanteristen und 1400 Dragonern mit einer Gesamtstärke von 4400 Mann. Die Gesamtstärke der Russischen Armee bei Rauge betrug damit fast 20.000 Mann.
Das schwedische Heer wurde von Oberst Wolmar Anton von Schlippenbach angeführt. Die schwedischen Truppen verteilten sich auf ganz Livland. Bei Rappin wurden 550 Mann von Major Anders Ludwig von Rosen kommandiert. Die Besatzung von Neu-Casseritz betrug nur 160 schwedische Reiter unter dem Kommando von Baron Berndt Rehbinder. Bei Rauge waren 100 Marinesoldaten und 150 Reiter unter dem Kommando von Kapitän Otto Reinhold Brusin stationiert. Im Dorf Kirrenpää (Kirumpya), dem Hauptquartier von Oberst Schlippenbach, befand sich das Gros der schwedischen Truppen (etwa 2000 Mann).

## Gefecht bei Rappin
Am Morgen des 15. September 1701 erreichte die Vorhut von Michail Scheremetews Armee Rappin. Die schwedische Besatzung nutzte die vorteilhafte Lage der Verteidigungsanlagen und wehrte den ersten Angriff der Russen ab. Um die Schweden aus ihren Stellungen zu locken, schickte Scheremetew drei Dragoner-Regimenter gegen die Vorderseite von Rappin. Der Scheinangriff wurde von 150 schwedischen Dragonern, unter dem Befehl von Kapitän Herman Reinhold von Strassburg, zurückgeschlagen. Dieser Teil der Besatzung verfolgte die Russen und schwächte damit die Reihen der Verteidiger.
Die restlichen Teile der russischen Kavallerie näherten sich in der Zwischenzeit von Südwesten und besetzten den hinteren Teil der Stadt. Von der Kirche und dem Pfarrhaus aus begann die russische Infanterie den Angriff auf die verbliebenen Verteidiger. Diese waren jetzt von allen Seiten umzingelt. Trotz der Ausweglosigkeit verteidigten die Schweden den Ort noch weitere vier Stunden, bevor sie von den überlegenen Russen überrannt wurden. Nur 100 Schweden gelang die Flucht. 80 Schweden wurden gefangen genommen, davon überlebten nur 30 ihre Verletzungen. Die restlichen 400 Mann, darunter der Kommandeur von Rosen und Kapitän von Strassburg, starben bei der Verteidigung der Stadt.
Die Armee von Scheremetew erbeutete drei Banner der schwedischen Dragonier. Außerdem 65 Paar Schwerter, 14 Gewehre, 37 Pistolen und zwei Kanonen. In den persönlichen Aufzeichnungen von Michail Borissowitsch Scheremetew wird von neun Toten und 51 verwundeten Russen gesprochen. Moderne Forschungen gehen aber von 200–300 Toten Russen aus.

## Gefecht bei Neu-Casseritz

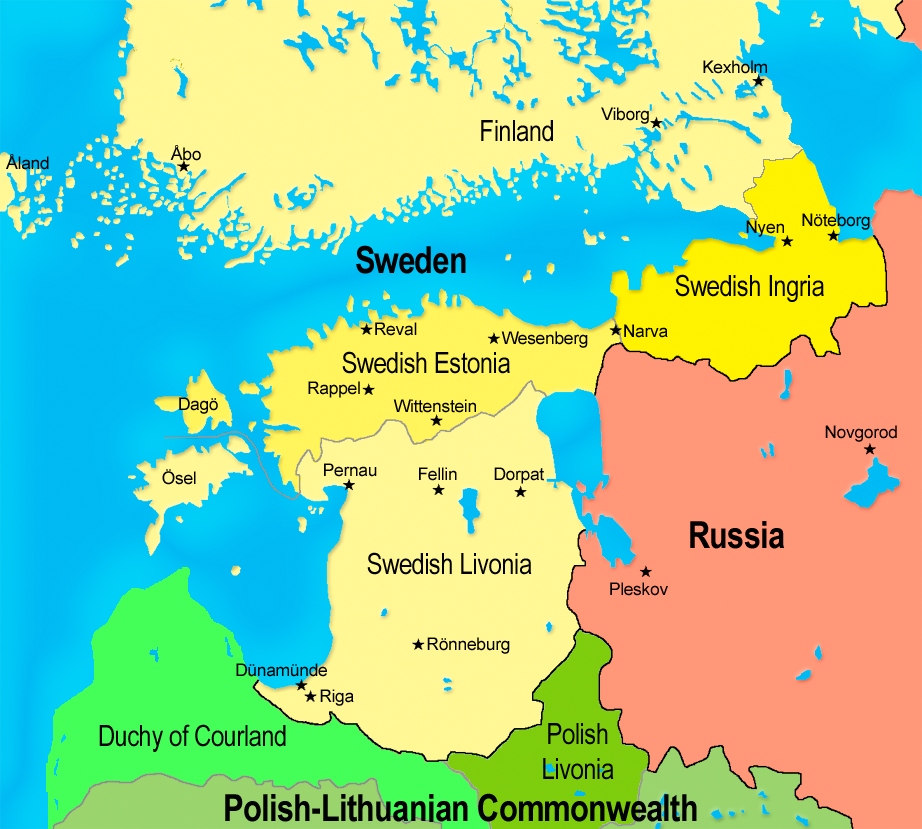
Die schwedischen Besitzungen im Baltikum

Gleichzeitig zum Angriff auf Rappin erfolgte auch der Angriff auf das Herrenhaus von Neu-Casseritz. Der Kommandant des Herrenhauses schickte bereits am Vortag einen Boten in das Hauptquartier der Schweden und bat von Schlippenbach um Verstärkung.
Oberst v. Schlippenbach kam sofort zu Hilfe, an der Spitze des Hilfskorps war sein eigenes Dragonerregiment (Livländer Dragoner von Schlippenbach). Der numerisch kleinen schwedischen Besatzung gelang es den überlegenen Feind so lange gegenzuhalten, bis v. Schlippenbach mit seinen Dragonern das Herrenhaus erreichen konnte. Von der nahenden Unterstützung verunsichert zogen sich die Russen hinter die Landesgrenze von Livland zurück.

## Kampf um Rauge
Die Verteidiger von Rauge zogen sich zum Friedhof des Dorfes zurück und bezogen Stellung. Der Friedhof war die höchste Erhebung von Rauge und mit einem starken Begrenzung umgeben, der Zaun wurde mit spanischen Reiter und Planken verstärkt. Außerdem war er an der Ostseite von einem Sumpf als natürliche Barriere gedeckt. Als erstes griffen die Russen das nur leicht bewachte Herrenhaus an und nahmen 35 Schweden gefangen.
Als Oberst v. Schlippenbach Richtung Neu-Casseritz unterwegs war, berichteten ihm flüchtende Bauern von dem Angriff auf Rauge. Schlippenbach schickte sofort 300 Reiter zur Befreiung des Herrenhauses nach Rauge. Weitere 180 Infanteristen und 60 Dragoner mit zwei Kanonen entsandte er zur Unterstützung der Truppen auf dem Friedhof. Diese Einheit unterstand dem Oberstleutnant Baron Hans Henrik von Lieven. Als die russischen Truppen sich von Neu-Casseritz zurückzogen, schickte Schlippenbach weitere 60 Infanteristen mit weiteren zwei Kanonen, unter dem Kommando Oberstleutnant Carl Adam Stackelberg, Richtung Rauge. Im Anschluss folgte von Schlippenbach mit dem Rest seiner Soldaten.
Die erste Reitergruppe traf auf dem Weg von Casseritz nach Rauge auf eine Gruppe russischen Soldaten, diese hatten etwa 30 estnische Bauern gefangen genommen. Die Reiter befreiten die Bauern und töteten alle Russen. Im Anschluss an dieses Gefecht griffen die Schweden vier Schwadronen Reiter an und vertrieben diese.
Bei der Ankunft in Rauge wurden die russischen Truppen, welche den Friedhof belagerten, umgehend angegriffen. Die Reiter mussten weichen und warteten auf die Einheit von Oberst von Lieven. Gemeinsam mit den 180 Musketieren und 60 Reitern sowie zwei Kanonen begannen die Schweden den zweiten Angriff auf den Friedhof. Den Angriff verstärken die ankommenden schwedischen Truppen des Oberstleutnant Carl Adam Stackelberg. Die Russen wichen aus und zogen sich zurück.
Oberst Schlippenbach erreichte Rauge erst nach Beendigung der Kämpfe. Auf dem Weg nach Rauge wurde er mehrfach von versprengten russischen Reiterscharen angegriffen. Diese wurden allesamt niedergemacht. Dabei wurden sieben Standarten erobert.

### Verluste bei Rauge und Casseritz
Die Verluste bei Rauge und Casseritz beliefen sich bei den Russen auf etwa 2.000 Mann. Darunter die Obersten Fjodor Fjodorowitsch Ussiakow und Iwan Michailowitsch Kakoskin. Des Weiteren fielen verhältnismäßig viele Angehörige der unteren Offiziersränge. Auf schwedischer Seite waren 30 Soldaten und Rittmeister Cölert getötet worden, außerdem gab es etwa 50 Verwundete.

## Folgen
Die Russen zogen sich wieder hinter die Landesgrenze zurück. Oberst von Schlippenbach nutzte den Vorteil und beschrieb den Kampf als Sieg der Wenigen gegen die Vielen. In allen europäischen Zeitungen wurde die Stärke der Russen maßlos übertrieben. Es wurde von 100.000 Russen gesprochen, welche von nur mehreren hundert Schweden geschlagen wurden. Der König von Schweden erhob von Schlippenbach in den Rang eines Generalmajors.
Auch Scheremetew sah sich nicht als Verlierer der Schlacht. In seinem Tagebuch beschrieb er deutlich geringere Opferzahlen – nur 23 Menschen getötet und 62 verwundet, für das Dragoner-Regiment Nowikow alleine gab er 15 Getötete und zehn Verwundete an.
Im Dezember des gleichen Jahres erfolgte das zweite Zusammentreffen zwischen Scheremetew und von Schlippenbach. In der Schlacht von Erastfer besiegten die Russen in diesem Krieg die schwedische Armee erstmals in einer offenen Schlacht.